# Rhaphidophora exigua
Rhaphidophora exigua är en insektsart som beskrevs av Andrej Vasiljevitj Gorochov 2002. Rhaphidophora exigua ingår i släktet Rhaphidophora och familjen grottvårtbitare. Inga underarter finns listade i Catalogue of Life.